# Гайдашов, Алексей Александрович
Алексей Александрович Гайдашов (бел. Алексей Аляксандравіч Гайдашоў; род. 1959, Минск) — известный советский и белорусский географ, полярный исследователь. С 2006 по 2023 год возглавлял 15 Белорусских экспедиций в Антарктику.

## Биография
Окончил географический факультет БГУ. Во время учёбы вёл научную деятельность, участвовал в экспедициях. Трижды «Мастер спорта СССР» по военно-прикладным многоборьям, чемпион БССР, СССР, ВС по военно-прикладным видам спорта, пловец-аквалангист.
После окончания университета проходил службу в государственных органах и организациях, связанную с длительными командировками в отдалённые регионы. После распада СССР открыл строительную фирму. В 2006 году работал заместителем начальника Республиканского гидрометеорологического центра, был приглашён для участия в разработке и реализации Государственной программы по исследованию полярных районов Земли.
Заместитель начальника Республиканского центра полярных исследований (с 2007 года). Соисполнитель Проекта Всесторонней оценки окружающей среды в рамках задания Государственной программы «Мониторинг полярных районов Земли и обеспечение деятельности арктических и антарктических экспедиций на 2011—2015 годы».

### Первая экспедиция
В 1988 году получил назначение на антарктическую станцию Ленинградская. Именно Гайдашову удалось зафиксировать рекордную скорость ветра в Антарктиде — 78 м/с (280 км/ч). Первая экспедиция Гайдашова длилась больше года. Ещё несколько месяцев на борту корабля он добирался обратно к берегам СССР.

### Вторая экспедиция
С 3 ноября 2006 года по апрель 2007 года Гайдашов вместе с другим белорусом Леонидом Турышевым участвовал в 52-й российской экспедиции на станцию «Молодёжная». Исследователи отплыли из Петербургского морского порта на борту судна «Академик Федоров». Гайдашов и Турышев стали первыми учёными, которые представляли в Антарктиде суверенную Белоруссию.
Белорусские полярники изучали возможность создания в Антарктиде белорусской полярной станции. Целью экспедиции белорусов был поиск места, где будет базироваться будущая белорусская арктическая станция. Полярники провели обследование законсервированной российской базы «Гора Вечерняя». Станция расположена в зоне активности ледника. Во время полярной экспедиции белорусы жили на полевой базе «Гора Вечерняя». Учёные проводили исследование всех построек, проверили их техническое состояние, выполнили ряд научных исследований. Особое внимание обратили на экологическую ситуацию — за период деятельности советской, а впоследствии российской станций, накопилось большое количество отходов. До этого станция была законсервирована в течение 13 лет.

### Третья экспедиция
В 2007—2008 годах Алексей Гайдашов вместе с тремя другими белорусскими исследователями (Виктор Демин, Игорь Бык, Вячеслав Шпилевский) принимал участие в период 53-й российской антарктической экспедиции. Экспедиция длилась примерно 6 месяцев. Белорусы провели 102 дня на антарктической полевой базе «Гора Вечерняя», которую российская сторона выделила для временного размещения во время первой совместной экспедиции. Специалисты продолжили расконсервацию и ремонт объектов базы, которую начали во время экспедиции 2006—2007 годов, проводили научные исследования.

### 12-я Белорусская антарктическая экспедиция
Начальник 12-й Белорусской антарктической экспедиции, в ходе которой отобран рекордный для данного региона Антарктиды керн длиной 1 м 95 см. Для отбора керна использовалась методика, разработанная А. Гайдашовым и соавторами.

### 14-я экспедиция
Начальник 14-й белорусской экспедиции в Антарктиду (с 15 ноября 2021 до 19 мая 2022 года), в ходе которой проведен палеографический проект совместно с учёными из Германии; введена в строй автоматическая метеорологическая станция; создана коллекция мхов и лишайников; установлены микро-теплицы для создания искусственных условий, моделирующих изменение экосистемы Антарктики. Экспедиция была разделена на две группы, первая из которых состояла из восьми человек и отправилась в Антарктиду самолётом через Кейптаун.

### Пятнадцатая белорусская антарктическая экспедиция
С 18 по 20 января в составе группы из семи полярников исследовал ранее неизученный район Антарктиды в районе горного массива DSF.

## Научные труды
- Солодилова В. В., Гайдашов А. А., Мартынов А. А. Петрография и геохимические особенности горных пород Восточного Побережья Земли Эндерби (Антарктида) // Доклады Национальной академии наук Беларуси. — 2010. — Т. 54, № 2. — С. 118—124.
- Силаев В. И. , Зерницкая В. П., Филиппов В. Н., Смолева И. В., Игнатьев Г. В., Макеев Б. А., Хазов А. Ф., Гигиняк Ю. Г., Гайдашов А. А. Минералого-геохимические свойства «моренного» комплекса голоценовых отложений в озере Нижнем (Восточная Антарктида) как источник новой генетической информации // Вестник геонаук. — 2024. — № 2 (350). — С. 3—16. — doi:10.19110/geov.2024.2.1.

## Личная жизнь
Жена Ирина, выпускница химического факультета БГУ, работала в Белгидромете. Двое родных сыновей — Алексей и Дмитрий. Оформил опеку на Дмитрием Александровичем Алексеевым, сыном своего погибшего коллеги.